# Xã Baker, Quận O'Brien, Iowa
Xã Baker (tiếng Anh: Baker Township) là một xã thuộc quận O'Brien, tiểu bang Iowa, Hoa Kỳ. Năm 2010, dân số của xã này là 226 người.